# Mithyuê
Mithyuê de Linhares, noto semplicemente come Mithyuê (Chapecó, 16 ottobre 1989), è un giocatore di calcio a 5 ed ex calciatore brasiliano.

## Carriera
Promessa del calcio a 5 brasiliano, nel 2008 tenta la carriera nel calcio, accordandosi con il Grêmio. Dopo alcune stagioni avare di soddisfazioni, nel 2014 torna al calcio a 5 per indossare la maglia del Joinville, società che lo aveva fatto esordire nel 2007 in prima squadra. Nel 2016 passa al BF Magnus, con cui vince immediatamente una Coppa Intercontinentale. Dopo una breve esperienza nel campionato cinese, nell'estate del 2020 si trasferisce in quello spagnolo, venendo tesserato dal Jaén.

## Palmarès
- Coppa Intercontinentale: 1
Brasil Futuro: 2016